# Handvest voor Vlaanderen
Vlaanderen is een deelstaat van de federale Staat België en maakt deel uit van de Europese Unie.
Het Handvest voor Vlaanderen is een voorgesteld basisdocument voor Vlaanderen waarin de rechten en vrijheden van de Vlamingen en de werking van de Vlaamse deelstaat worden beschreven. De tekst is gebaseerd op de Belgische Grondwet, de bijzondere wetten op de staatshervorming en internationale mensenrechtenverdragen. Het document wordt veelal aangeduid als een Vlaamse Grondwet, hoewel noch de Vlaamse Gemeenschap, noch het Vlaams Gewest de bevoegdheid heeft een Grondwet aan te nemen. De tekst zou dus eerder een symbolische waarde hebben, ook omdat Vlaanderen er een eerste keer als natie wordt aangeduid en omdat er een aantal sociale rechten en principes in worden vermeld.
Een ontwerp van het Handvest werd op 23 mei 2012 voorgesteld door de Vlaamse Regering. Dat werd tot op heden echter nog niet goedgekeurd door het Vlaams Parlement. De tekst van het Handvest had de steun van alle politieke partijen die deel uitmaakten van de regering-Peeters II en kon dus in principe goedgekeurd worden door het Vlaams Parlement. Maar de Vlaamse regering besliste eerst onderhandelingen op te starten met politieke partijen van de oppositie om voor de goedkeuring de steun van een tweederdemeerderheid te bekomen. Die onderhandelingen zijn echter nog niet afgerond. Er is vanuit de oppositie wel kritiek gekomen omdat zij niet betrokken waren bij het opstellen van het document.
Het voorgesteld Handvest zou dezelfde juridische status hebben als een resolutie (een aanbeveling met politiek gezag maar zonder juridische afdwingbaarheid). 